# Spring.me
spring.me (anciennement formspring.me) est un site web du type  questions - réponses, lancé le 25 novembre 2009. Le site, permettant de relier son compte Facebook ou Twitter, devint populaire au début de l'année 2010,,. À la suite de cette soudaine popularité, le site web blogue, Tumblelog, lança un service identique, nommé "Ask Me".

## Historique

### Identité visuelle (logo)

1er logo de formspring.com à sa création en 2006.
Logo de formspring.com à partir de décembre 2006 à 2008.
Logo de formspring.com de 2008 à 2009.
Logo de formspring.me de 2009 à juillet 2010.
Logo de formspring.me de juillet 2010 à 2013.
Logo de spring.me depuis l'été 2013.

## Controverses
Formspring.me fut l'objet de certaines controverses, notamment parmi les populations adolescentes; en raison du possible anonymat des messages postés par les utilisateurs, dont certains furent victimes de harcèlement,. 
En février 2010, l'intérêt des médias fut suscité, notamment lors d'une bagarre entre plusieurs élèves filles d'un lycée de Harrisburg, Pennsylvanie, qui survint à la suite de propos tenus sur formspring.me.
Le 12 mars 2010, un article canular affirma que les créateurs du site envisageaient de révéler des données personnelles, quant aux diffusions faites par leurs utilisateurs sur des sites sociaux, tel Facebook ou Twitter.
Le 22 mars 2010, à West Islip (Long Island, New York), Alexis Pilkington âgée de 17 ans, se suicida, probablement après une douzaine de commentaires injurieux, qui faisaient suite à sa publication sur formspring.me, dans les jours qui précédèrent son passage à l'acte. Peu de temps après, une association locale lança le boycott du site web.